# Festival da Canção 1981
Das 18. Festival da Canção (portugiesisch Festival RTP da Canção 1981) fand am 7. März 1981 im Teatro Maria Matos in Lissabon statt. Es diente als portugiesischer Vorentscheid für den Eurovision Song Contest 1981.
Moderatoren der Sendung waren Eládio Clímaco und Rita Ribeiro
Als Sieger ging Carlos Paião mit dem Titel Play-back hervor. Beim Eurovision Song Contest in Dublin, Irland erhielt er 9 Punkte und belegte am Ende den 19. Platz.

## Teilnehmer
Finale
| Startnr. | Interpret                              | Lied                   | Musik und Text                             | Rang | Punkte |
| -------- | -------------------------------------- | ---------------------- | ------------------------------------------ | ---- | ------ |
| 1        | Samuel                                 | Tempo de partir        | Nuno Gomes Dos Santos, Samuel              | 6.   | 117    |
| 2        | Carlos Alberto Moniz & Maria Do Amparo | olá rapariga olá       | Carlos Alberto Moniz, Maria Do Amparo      | 10.  | 68     |
| 3        | Bric-à-Brac                            | Daqui deste país       | Manuel José Soares, Mário Contumélias      | 5.   | 123    |
| 4        | Maria Guinot                           | Um adeus um recomeço   | Maria Guinot                               | 3.   | 133    |
| 5        | Joana & Pedro                          | Amor em agosto         | António Barbieri, Miguel Rodrigues Pereira | 7.   | 110    |
| 6        | Doce                                   | Ali Babá               | António Pinho, Nuno Rodrigues              | 4.   | 128    |
| 7        | Cocktail                               | Vem esquecer o passado | Luísa Sergeant                             | 8.   | 103    |
| 8        | António Branco                         | Tanto e tão pouco      | António Branco, Jose Mário Branco          | 9.   | 71     |
| 9        | José Cid                               | Morrer de amor por ti  | José Cid                                   | 2.   | 182    |
| 10       | Carlos Paião                           | Play-back              | Carlos Paião                               | 1.   | 203    |
| 11       | Zélia Rodrigues                        | Foste o mar            | Fernando Guerra, João Henrique             | 11.  | 50     |
| 12       | Zélia Lopes                            | Manhã do meu sonho     | Fernando Calvário, Hélio Costa Ferreira    | 12.  | 8      |